# 汪劲
汪劲，教授，主要从事生物物理与化学、计算生物物理化学等方面的研究工作。担任美国物理学会会士，入选中华人民共和国教育部2008年度"长江学者"特聘教授。曾就读于吉林大学物理系、伊利诺伊大学。